# Watsonarctia deserta
Watsonarctia deserta är en fjärilsart som beskrevs av Max Bartel 1902. Watsonarctia deserta ingår i släktet Watsonarctia och familjen björnspinnare. Inga underarter finns listade i Catalogue of Life.